# Старинка (Рославльское сельское поселение)
Старинка — деревня в Рославльском районе Смоленской области России. Входит в состав Рославлького сельского поселения. По состоянию на 2007 год постоянного населения не имеет. 
Расположена в южной части области в 20 км к северо-западу от Рославля, в 10 км восточнее автодороги А141 Орёл — Витебск. В 10 км юго-западнее деревни расположена железнодорожная станция Крапивенская на линии Смоленск — Рославль. 

## История
В годы Великой Отечественной войны деревня была оккупирована гитлеровскими войсками в августе 1941 года, освобождена в сентябре 1943 года.